# FK Utenis
FK Utenis, celým názvem Futbolo klubas Utenis, je litevský fotbalový klub z města Utena. Klubové barvy jsou tmavě modré a žlutá (bílá do 2018). Založen byl v roce 1933 (originální klub). Obnoven byl v roce 2014.

## Úspěchy
- A Lyga (D1)
  - 6. místo (2x): 2015, 2017

## Sezóny
| Sezóny | Div. | Liga                | Misto | Zdroje |
| ------ | ---- | ------------------- | ----- | ------ |
| 2014   | 2.   | Pirma lyga          | 3.    | [ 2 ]  |
| 2015   | 1.   | A lyga              | 6.    | [ 3 ]  |
| 2016   | 1.   | A lyga              | 7.    | [ 3 ]  |
| 2017   | 1.   | A lyga              | 5.    | [ 4 ]  |
| 2018   | 2.   | Pirma lyga          | 8.    | [ 5 ]  |
| 2019   | 3.   | Antra lyga (Pietūs) | 11.   | [ 6 ]  |
| 2020   | 3.   | Antra lyga (Pietūs) | 12.   |        |
| 2021   | 3.   | Antra lyga          | 14.   | [ 7 ]  |
| 2022   | 3.   | Antra lyga          | .     |        |

## Bývalí trenéři
- Fulgentas Bižys, 1976–1988
- Mindaugas Čepas, 2014–2016
- Oleh Bojčyšyn, 2016
- Zvezdan Miloševič, 2017
- Oleh Bojčyšyn 2017
- David Campana Piquer 2017
- Egidijus Varnas 2018–[8]